# Sociálně terapeutická dílna
Sociálně terapeutická dílna představuje ambulantní službu poskytovanou osobám se sníženou soběstačností z důvodu zdravotního postižení. Tyto osoby nejsou kvůli svému zdravotnímu postižení zpravidla umístitelné na otevřeném ani chráněném trhu práce. Účelem sociálně terapeutické dílny je dlouhodobá a pravidelná podpora zdokonalování pracovních návyků a dovedností prostřednictvím sociálně pracovní terapie. Terapie je klientům sociálně terapeutických dílen poskytována v režimu zákona o sociálních službách. Klient tudíž za výkon činností v sociálně terapeutických dílnách nemá nárok na mzdu.

## Legislativní zakotvení sociálně terapeutických dílen v ČR
Sociálně terapeutické dílny jsou provozovány na základě zákona o sociálních službách a vyhlášky č. 505/2006 Sb., kterou se provádějí některá ustanovení zákona o sociálních službách. Jde o jeden z druhů služeb sociální prevence, které spolu se službami sociální péče tvoří komplex tzv. sociálních služeb, zakotvených v zákoně o sociálních službách.
Sociálně terapeutické dílny jsou odlišným institutem, než je chráněné pracovní místo, resp. dříve užívaný pojem chráněné dílny. Chráněná pracovní místa jsou zřizována na základě zákona o zaměstnanosti. Chráněná pracovní místa jsou zřizována za účelem zaměstnávání osob se zdravotním postižením, a to za úplatu, s pomocí příspěvku od Úřadu práce ČR. Účelem sociálně terapeutických dílen je naproti tomu dlouhodobá a pravidelná podpora zdokonalování pracovních návyků a dovedností prostřednictvím sociálně pracovní terapie. Jde tedy o poskytování sociální služby a klient nemá za svojí činnost v těchto dílnách nárok na honorář.

## Obsah služby a její účel
V sociálně terapeutických dílnách jsou dle zákona o sociálních službách poskytovány následující služby:
- pomoc při osobní hygieně nebo poskytnutí podmínek pro osobní hygienu,
- pomoc při zajištění stravy nebo poskytnutí stravy,
- nácvik soběstačnosti, nácvik dovedností spojený s péčí o vlastní osobu a činnosti vedoucí k sociálnímu začlenění,
- podpora vytváření a zdokonalování základních pracovních návyků a dovedností.[4]

Účelem služby je zdokonalování návyků a dovedností, které bezprostředně souvisí se schopností člověka uplatnit se v rámci pracovního procesu v sociálně terapeutické dílně, případně pak i na chráněném nebo na otevřeném trhu práce. Služba sociálně terapeutických dílen tak navazuje na službu sociální rehabilitace, která se soustředí pouze na rozvoj větší míry samostatnosti, nezávislosti a soběstačnosti v běžném životě. Služba sociální rehabilitace tak představuje jakýsi předstupeň k sociálně pracovní terapii provozované sociálně terapeutickými dílnami. Klient sociální rehabilitace, který se stal více samostatným a soběstačným v běžném životě, může projevit zájem rozvíjet dál svůj potenciál ve směru zdokonalování pracovních návyků a dovedností. V takové situaci má poskytovatel služby sociální rehabilitace s klientem ukončit poskytování služby sociální rehabilitace a nabídnout mu poskytování služby sociálně terapeutické dílny. Dle typologie O. Matouška lze sociálně terapeutické dílny zařadit mezi sociální služby pro lidi s postižením, ovšem i s přesahem do služeb pro nezaměstnané.
Vedle zákonem daných cílů služby sociálně terapeutických dílen lze zařadit i obecnou propagaci možností pracovního uplatnění lidí se zdravotním postižením mezi širší veřejností.
Cílovou skupinou jsou osoby s mentálním či kombinovaným postižením nad 15 let věku.

## Sociálně terapeutická dílna v systému sociálních služeb
Služby sociálně terapeutických dílen lze zařadit pod širší pojem komprehenzivní (ucelené) rehabilitace, která se člení na 4 základní druhy: léčebná, pedagogická, pracovní a sociální. Velmi často jsou klienty služeb sociálně terapeutických dílen osoby s kombinovaným a trvalým postižením, vůči kterým služba uplatňuje prvky jak léčebné, pracovní tak i sociální rehabilitace. V rámci léčebné rehabilitace jsou v sociálně terapeutických dílnách využívány prostředky ergoterapie, zaměřené především na omezení ekonomických a sociálních důsledků, které jsou spojené s postižením. Pracovní činnosti tu jsou  hlavně nástrojem k zajištění sociálního začlenění klientů a naplnění jejich potřeby seberealizace.
Práce a potřeba seberealizace představují základní lidské potřeby, při jejich nenaplnění dochází k frustraci a pocitům méněcennosti. Z tohoto pohledu tak služby sociálně terapeutických dílen spadají do rehabilitace sociální. Hlavním cílem je co největší samostatnost a nezávislost, integrace a případně i budoucí nalezení odpovídajícího a vyhovujícího pracovního uplatnění pro člověka s postižením. V tomto pojetí tak je kladen důraz na nácvik sebeobsluhy a vedení domácnosti, nácvik sociálních dovedností a komunikace, nácvik prostorové orientace a samostatného pohybu u osob s poruchou orientace či nácvik používání kompenzačních pomůcek.
Služby sociálně terapeutických dílen směřují ve své vrcholné fázi k rehabilitaci pracovní. Tato fáze navazuje na výsledky léčebné a sociální složky ucelené rehabilitace. Složka pracovní rehabilitace usiluje o rozvoj specifických vědomostí, schopností, dovedností a návyků potřebných ke zvolené profesi. Jejím hlavním cílem je navrátit osobu se změněnou pracovní schopností do pracovního procesu. U osob s postižením se pracovní rehabilitace zaměřuje na pracovní uplatnění, zařazení do pracovního prostředí a rozvoj osobnosti.
Sociální služby mají v nejobecnějším měřítku dva základní úkoly: podporovat sociální začlenění a preventivně působit proti sociálnímu vyloučení. V systému sociálních služeb se tedy jedná o služby sociální péče a služby sociální prevence. Péčí se rozumí aktivity provozované druhou osobou s cílem vyřešit problémy života, které není handicapovaný schopen řešit sám. Vztahuje se tak k činnostem s nízkým aktivním podílem handicapovaného. Naopak služby sociální prevence otvírají pro handicapovaného možnosti seberealizace. Sociálně terapeutické dílny se řadí mezi služby sociální prevence. Jejich obecným úkolem je zabraňovat sociálnímu vyloučení osob, které jsou tímto ohroženy kvůli jejich handicapu.

## Hlavní poskytovatelé služby
Hlavními poskytovateli služby sociálně terapeutických dílen jsou v ČR církevní organizace, především jednotlivé místní organizace Charity ČR zřizované katolickou Českou biskupskou konferencí, popř. místní organizace Diakonie Českobratrské církve evangelické. Vedle organizací církevních jsou častými poskytovateli služeb i různé nevládní neziskové organizace.